# Nina e il Numero Aureo
Nina e il Numero Aureo è un romanzo per ragazzi della scrittrice veneziana Moony Witcher, quinto volume della serie La bambina della Sesta Luna pubblicato il 24 ottobre 2012.

## Trama
Sono passati quasi tre mesi da quando il conte Karkon Ca' d'Oro, il suo servo Visciolo e i bambini androidi Alvise e Barbessa sono stati trasformati in statue poste in piazza San Marco. Una notte, però, il conte viene liberato dall'incantesimo da Jacopo Borio Ca' d'Oro e suo figlio Livio, tornati dall'aldilà come fantasmi per aiutarlo. I due sono anche riusciti a spezzare in quattro parti il Numero Aureo, la sequenza numerica 1618 che dà armonia all'universo e la cui energia è ora imprigionata nella Porta del Kaos, a disposizione di Karkon. La nuova missione di Nina è recuperare i quattro pezzi del Numero Aureo, dispersi in altrettanti luoghi della Terra e protetti da feroci Guerrieri di pietra, e metterli nel Rosso Cuore di Eterea: in questo compito, oltre che dagli amici Cesco, Fiore, Roxy e Dodo, viene aiutata dalla scorbutica tartaruga parlante Jolia e dal bolognese Filo Morgante, alchimisti arrivati sulla Terra come fantasmi direttamente da Xorax.
Passando dalle catacombe sotto la basilica di San Marco, Nina, Cesco e Roxy visitano prima la Fortezza di Spandau e poi il Castello nell'Acqua, dove recuperano i primi due pezzi del Numero Aureo sconfiggendo i Guerrieri Klaus Von Dimbergher e Gustav Gothembauer, ma Cesco viene rapito da Karkon e Roxy ferita molto gravemente. Il ragazzo viene salvato da Nina, mentre la bambina viene aiutata da Filo; inoltre, Jacopo, nel tentativo di entrare a Villa Espasia, muore bruciato.

## Edizioni
- Moony Witcher, Nina e il Numero Aureo, Giunti Editore, 2012, ISBN 978-88-09-77790-3.
- Moony Witcher, Nina e il Numero Aureo, Giunti Editore, 2014, ISBN 978-88-09-79195-4.